# ألفين سارجنت
ألفين سارجنت (بالإنجليزية: Alvin Sargent)‏ هو كاتب سيناريو أمريكي، ولد في 12 أبريل 1927 في فيلادلفيا في الولايات المتحدة، وتوفي في 9 مايو 2019 في سياتل في الولايات المتحدة.

## وصلات خارجية
- ألفين سارجنت على موقع IMDb (الإنجليزية)
- ألفين سارجنت على موقع أول موفي (الإنجليزية)
- ألفين سارجنت على موقع قاعدة بيانات الأفلام السويدية (السويدية)
- ألفين سارجنت على موقع قاعدة بيانات الفيلم (الإنجليزية)